# Vânia Marise
Vânia Marise de Campos e Silva, popularmente conhecida como Tia Vânia (Goiânia, 12 de Dezembro de 1946), é uma pianista, correpetidora e educadora brasileira. Tornou-se uma figura central do movimento de música clássica e lírica em Brasília.

## Biografia
Nascida em Goiânia, desde cedo mostrou interesse pela música, iniciando os seus estudos aos três anos de idade. Graduou-se em piano e licenciou-se em música e pedagogia pela Universidade Federal de Goiás. É doutora pela Universidade de São Paulo. Mudou-se para Brasília em 1984.
Há muitos anos tem se dedicado principalmente às áreas de piano, música de câmara e correpetição, participando na preparação de cantores para as várias montagens de óperas na capital federal. Na Universidade de Brasília e no Teatro Nacional Cláudio Santoro, em Brasília, é professora/preparadora musical.
Tornou-se especialista em preparação musical operística, participando de várias óperas, montagens e apresentações de cortinas líricas. Também tem se apresentado – como solista e como acompanhadora – em vários estados brasileiros, além de embaixadas de diversos países . Desde 1993 tem diversificado seu campo de atuação acompanhando profissionalmente instrumentistas em várias formações camerísticas.
Sempre pronta a orientar e acompanhar tanto os profissionais como os jovens instrumentistas e cantores, devido a sua extensíssima bagagem musical e cultural, tornou-se uma figura central do movimento de música clássica de Brasília.

## Trabalho Pedagógico
Educadora, tem se dedicado sobretudo aos jovens em fase de profissionalização, os quais sempre orienta e acompanha.
Começou a lecionar aos dezoito anos. Exerceu variada atividade docente e acadêmica na UFG, onde foi professora adjunta até 1984. Na Escola de Música de Brasília trabalhou intensamente nas áreas de piano, música de câmara, e correpetição, principalmente com canto. É professora da Universidade de Brasília.
Participou da formação de vários músicos profissionais da cidade de Brasília, tais como Lígia Moreno, Cristina Carvalho, Henriqueta de Mattos e Taís Vilar.
Ministrou inúmeros cursos para instituições públicas e privadas e proferiu palestras e conferências. Tem livros editados e monografias, teses e artigos publicados em revistas especializadas.

## Principais trabalhos
- (2010) Canções Brasileiras
- (2010) 2º Festival de Montagens Operísticas : Insight, La Serva Padrona, The Telephone.
- (2009) Arias In Concert
- (2009) Insight
- (2007) 29º Curso Internacional de Verão da Escola de Música de Brasília: Árias e Canções
- (2007) Comemoração do aniversário de setenta anos do Instituto Naciocal de Estudos e Pesquisas Educacionais Anísio Teixeira - INEP : peças de Alberto Nepomuceno, Villa-Lobos, Cláudio Santoro, Mozart e Puccini
- (2006) Viva Carlos Gomes! Recital de Canto e Piano: canções, árias de óperas e duetos de Carlos Gomes
- (2006) Projeto ‘Mozart em Brasília’: Così fan tutte, La Clemenza di Tito, Le nozze di Figaro, Idomeneo, Don Giovanni, Der Schauspieldirektor e alguns Lieder de Mozart
- (2006) Copa da Cultura
- (2005) Semana da Francofonia
- (2004) Don Pasquale no Teatro Nacional Cláudio Santoro
- (2004) Mulheres na Música
- (2002) 1º Festival de Inverno de Pirenópolis : The Telephone, Der Schauspieldirektor e Canções do Brasil

## Publicações e artigos
- Vânia Marise de Campos e Silva, Testes de Aptidões Musicais, Revista de Artes número 1, volume 3, 1982 Instituto de Artes da Universidade Federal de Goiás, Goiânia.
- Vânia Marise de Campos e Silva, Utilização de Recursos Rítmico-Sonoros no Desenvolvimento da Educação, Voz, Palavra e Linguagem no Deficiente Mental, Revista de Artes número 1, volume 2, 1981 Instituto de Artes da Universidade Federal de Goiás, Goiânia.
- Vânia Marise de Campos e Silva, Educação Musical para Deficientes Mentais, Goiânia, GO, Editora Oriente, 1975, 244 p.; Biblioteca Nacional, Rio de Janeiro, registro número 21656, Lº 16, fl.166.
- Sandra Rassi Jungmann; Vânia Marise de Campos e Silva. Um aspecto negligenciado do desenvolvimento dos deficientes visuais: Educação Musical. Inter-Ação, Goiânia: volume 2, número 4, p. 151-167, jan./jun., 1977.